# 白毛女
『白毛女』（はくもうじょ）は、中国の革命歌劇、および、その主人公。映画化・バレエ化も行われ、バレエ版は文化大革命期間中、上演が許された8つの『様板戯』（模範劇）、『紅色経典』（共産主義模範作品）の1つ。

## 概要
貧農の父親の借金の肩に、中国国民党とつながる悪辣な反動地主から暴行を受けた貧農の娘が山奥の洞穴に逃亡、隠れている間に白髪となったものの、解放軍に救い出され、地主を打倒するまでの姿を描く。延安の魯迅芸術学院の集団創作。
テーマは、「国民党支配下の旧社会は、人を鬼（妖怪）にするが、共産党による新社会は鬼を人にする」。
日本の資料では、1940年ごろの実話を基にしているという説と華北地区（晋察冀辺区）の民間伝説という説の二つが確認できる。近年の中国の出版物は、華北地区の民間伝説としている。
映画化の際は、日本人が制作に協力した（後述）。

## 上演
初演は1945年（1945年開催の中国共産党第七回大会歓迎演目、1944年初演は正しくない）。秧歌劇から発展した新歌劇だった。その後1951年に実写映画が上映された。松山バレエ団は、1955年にバレエ化し、1958年に、中国でこれを上演した。1958年に京劇版が上演された。その後、1965年に舞台バレエ（上海）版が上演された。
1972年7月には中日友好協会副秘書長の孫平化を団長とした上海バレエ団が訪日し、日生劇場をはじめとして日本各地で本作の上演をおこなっている。

## あらすじ
- 新歌劇版（初演以後上演時期、場所の状況に応じてさまざまに改訂される。以下は現在定本となっている1953年刊行版[6]による。）

1935年、河北省のある村の貧農・楊白労には、趙喜児（チャオ・シーアル）という美しい娘がいた。同村の若者・王大春と婚約し、婚礼の日を待っていたが、喜児に目をつけた村の悪徳地主黄世仁によって、喜児は親の借金のカタに連れ去られ黄家の召使いにされ、さらに黄に強姦され、黄の子供を身ごもってしまう。王は村を追放される。楊は悲しみのあまり自殺する。黄世仁は結婚することになり、邪魔になった喜児を人買いに売り飛ばそうとするが、喜児は逃走に成功、山奥に入ってほら穴に住みつく。
飢えと悲しみにやせ細った喜児の頭髪は、いつかまっ白に変り、時々村に来て廟の供物などを取っていく。村人のあいだに「白毛の仙女」のうわさがひろがった。1937年秋、侵入してきた日本軍をむかえうつため、八路軍が北上していた。その中には、村から脱出し、八路軍に加わっていた大春の姿もあった。黄世仁らは「白毛の仙女」の噂を広め、村人を動揺させる。1938年春、大春らは「白毛の仙女」の正体を探ろうとし、山奥のほら穴に向かい、意外にも「白毛の仙女」が喜児であったことを知り、救い出す。喜児から地主の仕打ちを聞いた大春らは黄を人民裁判にかけ、喜児は泣きながら黄の仕打ちを村人に訴える。
- 革命現代バレエ版での改訂
  - 楊白労は黄世仁らに抵抗して殴り殺される。
  - 喜児の妊娠の場面は削除
  - 黄世仁は裁判で死刑判決を受け、直ちに処刑される（幕外に連れ去られ、銃声が響き処刑が示される）
  - 最後に、喜児は八路軍の女性兵士となり従軍していく。

## 主題歌
劇中挿入歌でテーマ曲でもある『北風吹』（拼音: běi fēng chuī = ベイ フォン チュイ）は、1970年代ごろから90年代までNHKラジオ第2放送および教育テレビの『中国語講座』の主題歌にも使われていたが、再び2013年度からNHKラジオ第2放送「まいにち中国語」で使われている。曲は河北民謡「小白菜」に基づいている。

## 日本語訳・評論
白毛女
魯迅芸術学院文工団（著） 島田政雄（翻訳） 未來社 1952年 ASIN B000JBBDJC
バレエ白毛女はるかな旅をゆく
清水正夫（著）講談社 1983年1月 ISBN 4062009056

## 映画
東北電影製片廠により製作され、1951年3月18日に公開された。王浜と水華の共同監督で、主演は田華。1951年のカルロヴィ・ヴァリ国際映画祭で特別栄誉賞を受賞した。
中国共産党の要請で旧満洲映画協会（満映）社員の一部などの日本人が日本に帰国せずに残留して映画製作に協力した。本作の編集は日本人の岸富美子が行なったが、中国の国民的映画の制作に日本人が貢献した事実は伏せられ、2005年までは「安芙梅」という中国名でクレジットされていた。